# Diego de Muros (bispo das Ilhas Canárias)
Diego de Muros (falecido em 1507) foi um prelado católico romano que serviu como bispo das Ilhas Canárias (1496–1507). Foi um dos três bispos de Espanha com o mesmo nome que serviram contemporaneamente, sendo os outros Diego de Muros (bispo de Ciudad Rodrigo) e Diego de Muros (bispo de Oviedo).

## Biografia
No dia 27 de junho de 1496, Diego de Muros foi nomeado durante o papado de Alexandre VI como Bispo das Canárias, onde serviu como bispo até à sua morte em 1507.